# Бочарова, Мария Александровна
Мари́я Алекса́ндровна Бочаро́ва (род. 23 февраля 2002) — российская волейболистка-пляжница, мастер спорта, член молодёжной сборной России. В паре с Марией Ворониной чемпионка Европы U18 (2017) и U20 (2017, 2018), чемпионка мира U19 (2018) и чемпионка юношеских Олимпийских игр 2018 года, а также серебряная призёрка чемпионата мира U21 в Удонтхани (Таиланд).
Тренируется в ВК «Локомотив».

## Биография
В паре с Марией Ворониной в 2017 году выиграла сначала чемпионат Европы до 18 лет в Казани, потом до 20 лет в Вулькано (Италия). В 2018 году они сначала защитили титул чемпионок Европы до 20 лет, потом выиграли чемпионат мира до 19 лет и юношеские Олимпийские игры, в 2019 году стали серебряными призёрками чемпионата мира U21 в Удонтхани проиграв в тяжёлом, драматичном и эмоциональном финале на тай-брейке бразильской паре Виктория Тоста / Витория Родригес. Это стало первым поражением пары в финале турнира такого уровня.

## Достижения
- Обладательница Кубка России (2024)